# Anciennes unités de mesure espagnoles
Les anciennes unités de mesure en Espagne sont déduites des unités de mesure dites « rhénanes », cohérentes avec les unités de mesure en vigueur à l'époque[Laquelle ?] en Europe de l'ouest, dans les territoires correspondant à la France et l'Allemagne d'aujourd'hui. Cette cohérence était notamment assurée par les relations monarchiques et commerciales[réf. nécessaire].

## Histoire
La verge espagnole ou vara est déduite des mesures dites rhénanes. Le pied espagnol — qui égale un tiers de verge, car la verge vaut toujours trois pieds — entretient avec le pied rhénan le ratio 16:18. Le premier est donc le pied du second, pris pour le pygme.
À la fin du XVIIIe siècle le pied espagnol fut déterminé à 278,635 millimètres.
La « vara de Burgos » est attestée depuis 1348. En 1568, sous le règne de Philippe II d'Espagne, elle devint la verge de toute l'Espagne.
L'unité constitutive du système espagnol de mesure de longueur fut la corde.
Le pied rhénan, que l'on appelle aussi, sûrement à juste titre, le pied carolingien, possédait également une déduction de 11/12, le pied dit marchand carolingien. Il mesure ((11:12) × 313,52832 =) 287,40096 mm.
La corde espagnole mesure 24 de ces pieds, soit (24 × 287,40096 =) 6897,62304 mm.
D'autres systèmes de mesure ont existé à différentes époques à travers les différentes régions d'Espagne, telles que par exemple la dextre, utilisée en Catalogne et dans le comté de Roussillon au Moyen Âge.

## Unités de longueur et dérivées

### Unités de longueur

#### Unités de longueur dans le système duRoyaume de Castille
| Nom français   | Nom espagnol    | ratio  | Équivalence |
| -------------- | --------------- | ------ | ----------- |
| Point          | Punto           | 1/1728 | 161,247 µm  |
| Ligne          | Línea           | 1/144  | 1,935 mm    |
| Doigt          | Dedo            | 1/16   | 17,415 mm   |
| Pouce          | Pulgada         | 1/12   | 23,220 mm   |
| Paume          | Palmo           | 1/4    | 69,659 mm   |
| Jumelles       | Gemelos         | 1/2    | 139,318 mm  |
| Pied           | Pié             | 1      | 278,635 mm  |
| Coudée         | Codo            | 1½     | 417,953 mm  |
| Coudée côtière | Codo de ribiera | 2      | 557,270 mm  |
| Verge          | Vara            | 3      | 835,905 mm  |
| Pas            | Paso            | 5      | 1,393 m     |
| Toise          | Braza           | 6      | 1,672 m     |
| Perche         | Estadal         | 12     | 3,344 m     |
| Corde          | Cuerda          | 99/4   | 6,896 m     |
| Mille marin    | Milla maritima  | 6 666⅔ | 1,858 km    |
| Lieue maritime | Legua maritima  | 20 000 | 5,573 km    |
| Lieue royale   | Legua real      | 24 000 | 6,687 km    |

### Unités de superficie
| Nom français    | Nom espagnol      | Ratio        | Équivalence  |
| --------------- | ----------------- | ------------ | ------------ |
| Pied carré      | Pie cuadrado      | 1/(12 × 768) | 0,0776 m²    |
| Verge carrée    | Vara cuadrada     | 1/(16 × 48)  | 0,6987 m²    |
| Perche carrée   | Estadal cuadrado  | 1/(12 × 4)   | 11,1798 m²   |
| Quart de travée | Cuartillo         | 1/4          | 1,3416 are   |
| Travée          | Celemín de tierra | 1            | 5,3663 ares  |
| Acre fiscal     | Aranzada          | 8⅓           | 44,7192 ares |
| Matutine        | Fanegada          | 12           | 64,3956 ares |
| Jugère          | Yugada            | 600          | 32,1978 ha   |
| « Cavalerie »   | Caballeria        | 720          | 38,6374 ha   |

### Unités de volume

#### Pour les liquides
| Nom français    | Nom espagnol      | Ratio en pouces cubes | Équivalence |
| --------------- | ----------------- | --------------------- | ----------- |
| Posson          | Copa              | 1280 ÷ 128            | 125,214 ml  |
| Pinte           | Cuartillo         | 1280 ÷ 32             | 500,855 ml  |
| Quade           | Azumbre           | 1280 ÷ 8              | 2,003 l     |
| Velte           | Cuartilla         | 1280 ÷ 4              | 4,007 l     |
| Broc de Logroño | Cántara (Logroño) | 1 × 1280              | 16,027 l    |
| Amphore         | Pié cubico        | 1728 (grosse)         | 21,637 l    |
| Feuillette      | Mayo              | 16 × 1280             | 256,438 l   |
| Pipe            | Pipa              | 27 × 1280             | 432,739 l   |
| Outre           | Bota              | 30 × 1280             | 480,821 l   |

#### Mesure du volume des matières sèches
| Nom français    | Nom espagnol | Ratio | Équivalence |
| --------------- | ------------ | ----- | ----------- |
| 64e de gallon   | Ochavillo    | 1/64  | 72,267 ml   |
| 16e de gallon   | Ochavo       | 1/16  | 289,068 ml  |
| Quart de gallon | Cuartillo    | 1/4   | 1,156 l     |
| Gallon          | Celemín      | 1     | 4,625 l     |
| Picot           | Cuartilla    | 3     | 13,875 l    |
| Quadrantal      | Pié cubico   | 75/16 | 21,680 l    |
| Boisseau        | Fanega       | 12    | 55,501 l    |
| Muid            | Cahíz        | 144   | 666,012 l   |

### Autres mesures encore communes
- Quiñón : unité de superficie aux Philippines.
- Caballería : unité de superficie à Cuba.
- Ferrado : unité de superficie (dont 12 cuncas) employée en Galice.
- Tahúlla : unité de superficie dans la province de Valence.
- Onza : (once) unité de poids de 28 grammes employée pour le chocolat.
- Pulgada : (pouce de 23 mm) employée en Espagne.